# Stieg Larsson
Karl Stig-Erland Larsson (15/8/1954-9/11/2004) là một nhà báo và nhà văn Thụy Điển, sinh tại Skelleftehamn ở bên ngoài Skellefteå. Ông được biết đến với bộ ba tiểu thuyết Thiên niên kỷ tiếu thuyết tội phạm bao gồm Cô gái có hình xăm rồng, Cô gái đùa với lửa và Cô gái đá vào tổ ong bầu, được xuất bản sau khi chết.
Ông là tác gia có tác phẩm bán chạy thứ hai tác giả trên thế giới trong năm 2008, sau Khaled Hosseini. Đến tháng 3 năm 2010, bộ ba thiên niên kỷ của ông đã bán được 27 triệu bản tại hơn 40 quốc gia.
Nỗ lực sáng tác iểu thuyết đầu tiên của Larsson không phải là thể loại tiểu thuyết tội phạm, mà là khoa học viễn tưởng. Ông là một người mê đọc khoa học viễn tưởng từ khi còn nhỏ, ông đã trở thành người hoạt động tích cực trong giới hâm mộ khoa học viễn tưởng Thụy Điển khoảng năm 1971, đồng sáng tác Rune Forsgren trong fanzine đầu tiên của mình, Sfären, vào năm 1972, và tham dự hội nghị đầu tiên SF của mình, SF•72 ở Stockholm. Trong suốt những năm 1970, Larsson xuất bản khoảng 30 số fanzine bổ sung, và sau khi chuyển đến Stockholm vào năm 1977, ông trở thành người hoạt động trong Hội SF Scandinavia, nơi mà ông là thành viên hội đồng quản trị vào năm 1978 và 1979, và chủ tịch năm 1980. Trong các fanzine đầu tiên, giai đoạn 1972-1974, ông xuất bản một số ít các câu chuyện ngắn đầu khi gửi những người khác cho các tạp chí khác bán chuyên nghiệp hoặc nghiệp dư. Ông là đồng biên tập hoặc biên tập viên của một số fanzine, bao gồm Sfären và FIJAGH;! Năm 1978-1979 ông là chủ tịch của câu lạc bộ người hâm mộ khoa học viễn tưởng lớn nhất Thụy Điển, Skandinavisk Förening för Science Fiction (SFSF).

## Các bản dịch tiếng Việt
- Cô gái có hình xăm rồng, Trần Đĩnh dịch, Hà Nội: Nhà xuất bản Phụ nữ, 2010
- Cô gái đùa với lửa, Trần Đĩnh dịch, Hà Nội: Nhà xuất bản Phụ nữ, 2010
- Cô gái chọc tổ ong bầu, Trần Đĩnh dịch, Hà Nội: Nhà xuất bản Phụ nữ, 2012